# Дон Ширлі
Дон Ширлі (англ. Donald Walbridge Shirley, 29 січня 1927 — 6 квітня 2013) — американський піаніст, виконавець класичної та джазової музики.

## Біографія

#### Ранні роки
Дональд Уолбрідж Ширлі народився 29 січня 1927 року в Пенсакола, штат Флорида в родині ямайських емігрантів — вчительки Стелли Гертруди Янг (1903—1936) і священика Едвіна С. Ширлі (1885—1982). Промоутери прагнули піднести його публіці як народженого на Ямайці, називаючи місцем його народження Кінгстон. Ширлі не бував в СРСР, проте в дитинстві його запрошували вчитися до Ленінградської консерваторії й він володів російською мовою. За спогадами його племінника Едвіна Ширлі III, ідея того, що, будучи дитиною, Дональд здобув освіту в Європі, була вигадкою продюсуючого його лейбла, але не його. На думку племінника, цей крок служив метою зробити його доступним для різної аудиторії, в тому числі для тієї, для якої чорношкірий музикант з некласичною освітою успіху б не мав.

#### Навчання
Ширлі почав навчатися гри на фортепіано в дворічному віці. Він навчався у Конрада Берньє і Тадеуша Джонса в Католицькому університеті Америки у Вашингтоні. Ширлі отримав докторський ступінь з музики, психології та літургіки в період тимчасової відмови грати на фортепіано.

#### Кар'єра
У 1945 році 18-річний Ширлі виконав Концерт для фортепіано з оркестром № 1 Чайковського з оркестром Boston Pops. Роком пізніше Ширлі виконав одну зі своїх композицій з Лондонським філармонічним оркестром.
У 1949 році він отримав запрошення від уряду Гаїті виступити на міжнародній виставці з нагоди двохсотріччя Порт-о-Пренса, після якої Президент Естіме і архієпископ Ле Гойз попросили його повторно виступити через тиждень.
Ширлі був розчарований порадами оточуючих кинути класичну музику (під приводом неприязні до чорношкірих артистів) і продовжувати кар'єру в джазі. Зіткнувшись з відсутністю перспектив для чорношкірих музикантів класичної музики, Ширлі залишив кар'єру піаніста. Після вивчення психології в університеті Чикаго він працював психологом в Чикаго, але знову повернувся до музики.
У 1950-1960-х роках Ширлі записав багато альбомів для лейбла Cadence, експериментуючи з джазом під впливом класики, створивши свій власний жанр. Засновник лейблу Арчі Блейер наполягав, щоб Ширлі називали Доном. Ця фамільярність залишалася з ним протягом всієї його кар'єри.
У 1961 році його сингл «Water Boy» досяг 40-й позиції в чарті «Hot 100» журналу «Billboard magazine» і залишався там протягом 14 тижнів. Він виступав в Нью-Йорку в клубі Basin Street East, де подружився з Дюком Еллінгтоном.
На запрошення Артура Фідлера Ширлі приїхав з оркестром Boston Pops в Чикаго в червні 1954 року. У 1955 році він виступив з симфонічним оркестром NBC на прем'єрі фортепіанного концерту Еллінгтона в Карнегі-хол. Він також з'явився на телебаченні в шоу «Артур Годфрі та його друзі». У 1960-х роках Ширлі, сподіваючись своєю творчістю змінити упередження людей, давав концерти в США, включаючи ряд південних штатів. Він найняв нью-йоркського викидайла з нічного клубу Тоні Липа на посаду водія і охоронця. Їх історія лягла в основу сюжету фільму 2018 року «Зелена книга», в якому роль Ширлі зіграв Махершала Алі. За деякими джерелами, незважаючи на розбіжності в поглядах, вони стали хорошими друзями. Однак брат музиканта Моріс Ширлі говорив: «Мій брат ніколи не вважав Тоні своїм другом, він був службовцем, його шофером (якого ображало носити форму і кепку). Ось чому контекст і нюанс так важливі. Факт того, що успішний, заможний чорношкірий артист міг найняти прислугу, несхожу на нього самого, не повинен втрачатися при перекладі.»
Восени 1968 року Ширлі виконав концерт Чайковського з Детройтським симфонічним оркестром. Він також працював з Чиказьким симфонічним оркестром і Національним симфонічним оркестром США, писав симфонії для Нью-Йоркський філармонічного оркестру і Філадельфійського оркестру, а також виконував соло в Міланському оперному театрі Ла Скала в програмі, присвяченій музиці Джорджа Гершвіна.
Ширлі написав концерти для фортепіано, концерт для віолончелі, три струнних квартети, одноактну оперу, твори для органа, фортепіано та скрипки, симфонічну поему за мотивами роману «Поминки по Финнегану» Джеймса Джойса і «Варіації» за мотивами "Орфей в пеклі ".
Помер 6 квітня 2013 року від серцевого захворювання у своєму домі на Мангеттені.

## Вшанування пам'яті
Про нього знятий біографічний фільм Зелена книга 2018 року.

## Дискографія
- Tonal Expressions (Cadence, 1955)
- Orpheus in the Underworld (Cadence, 1956)
- Piano Perspectives (Cadence, 1956)
- Don Shirley Duo (Cadence, 1956)
- Don Shirley with Two Basses (Cadence, 1957)
- Improvisations (Cadence, 1957)
- Don Shirley (Audio Fidelity, 1959)
- Don Shirley Solos (Cadence, 1959)
- Don Shirley Plays Love Songs (Cadence, 1960)
- Don Shirley Plays Gershwin (Cadence, 1960)
- Don Shirley Plays Standards (Cadence, 1960)
- Don Shirley Plays Birdland Lullabies (Cadence, 1960)
- Don Shirley Plays Showtunes (Cadence, 1960)
- Don Shirley Trio (Cadence, 1961)
- Piano Arrangements of Spirituals (Cadence, 1962)
- Pianist Extraordinary (Cadence, 1962)
- Piano Spirituals (1962)
- Don Shirley Presents Martha Flowers (1962)
- Drown in My Own Tears (Cadence, 1962)
- Water Boy (Columbia, 1965)
- The Gospel According to Don Shirley (Columbia, 1969)
- Don Shirley in Concert (Columbia, 1969)
- The Don Shirley Point of View (Atlantic, 1972)
- Home with Donald Shirley (2001)